# Cayo Licinio Craso (tribuno de la plebe)
Cayo o Gayo Licinio Craso  fue un político romano del siglo II a. C.

## Familia
Craso fue miembro de los Licinios Crasos, una rama aristocrática de la gens Licinia. Fue hijo del consular Cayo Licinio Craso.

## Carrera pública
Según Cicerón y Marco Terencio Varrón fue el primero de los tribunos de la plebe en pronunciar sus discursos al pueblo mirando al Foro en vez de a la Curia, sede del Senado. Sin embargo, Plutarco atribuye esto a Cayo Graco.
En 145 propuso también una ley que estipulaba que, a partir de ese momento, para llenar los puestos que quedasen vacantes en los colegios de sacerdotes, debería convocarse a una elección en la que todo el pueblo pudiese votar y no, como se hacía hasta entonces, que fuesen elegidos por el resto de los sacerdotes. Sin embargo, el pretor Cayo Lelio Sapiens se opuso a la medida y esta no prosperó.